# Balmoral Stadium
 (avril 2025).
Si vous disposez d'ouvrages ou d'articles de référence ou si vous connaissez des sites web de qualité traitant du thème abordé ici, merci de compléter l'article en donnant les références utiles à sa vérifiabilité et en les liant à la section « Notes et références ».
Le Balmoral Stadium  est un stade de football construit en 2018 et situé à Aberdeen.
D'une capacité de 2 602 places dont 410 assises, il accueille les matches à domicile des Cove Rangers, club écossais, membre de la Scottish Professional Football League et qui joue en League One.

## Histoire
Balmoral a ouvert en juillet 2018 et est depuis le stade des Cove Rangers. 
L'équipe des Cove Rangers avait planifié depuis 2008 de quitter son vieux stade Allan Park, car il avait été un argument en défaveur de leur accession à la Scottish Football League, ne respectant les critères d'éligibilité. 
Il fut un temps envisagé de partager les infrastructures du nouveau stade prévu de l'Aberdeen FC mais comme les plans de ce projet ont été rejetés en août 2012, Cove Rangers Football Club opta pour la construction d'un stade dédié à leur usage unique.
La municipalité accepta les plans pour la construction du Calder Park en novembre 2014. Le nouveau stade était prévu pour ouvrir pour le début de la saison 2016-17 et les Cove Rangers quittèrent Allan Park en avril 2015, ayant vendu le terrain à un promoteur immobilier. Le club utilisa alors les stades de 4 autres équipes pour finir la saison 2015-16.
Un accord de parrainage avec Balmoral Group signé en décembre 2016 fit que le stade est officiellement nommé Balmoral Stadium et non plus Calder Park. Les premiers travaux commencèrent finalement en octobre 2017 avec une livraison prévue en février/mars 2018. 
Balmoral Stadium a été officiellement ouvert en juillet 2018 avec un match amical entre Cove Rangers et Aberdeen FC.

## Affluence
Le record d'affluence de 1 995 date du 11 mai 2019 pour un match de play-off de promotion entre Cove Rangers et Berwick Rangers.

## Transport
La gare la plus proche est la gare d'Aberdeen, située à moins de 5 kilomètres du stade. Celui-ci est rapidement accessible par l'A92 (en).